# Harold Houser
 (avril 2025).
Harold Houser, né le 31 mars 1897 à Fort Valley en Géorgie et mort le 3 septembre 1981 à Bethesda au Maryland, est un homme politique américain. Il est gouverneur des Samoa américaines de 1945 à 1947.